# Elisa Drabben
Elisa Drabben (Madrid, 22 de mayo de 1996) es una actriz española, comenzó en el mundo de la interpretación en 2003 con 7 años, en la serie Aquí no hay quien viva interpretando a Rebeca Rubio, nieta de doña Concha (Emma Penella). Ha interpretado a Maca en la serie El pueblo.

## Biografía
Con tan solo 6 años, empezó en el mundo audiovisual y fue en 2009 cuando comenzó a formarse en Estudio Interactivo y en 2015 terminó su master en interpretación audiovisual. Se entrenó también con David Priego, Julian Fuentes Reta, escuela Timbre 4 en Madrid. En 2017 se graduó como técnica de realización de proyectos audiovisuales y espectáculos en el CIFP José Luis Garci. Compagina desde 2020 su carrera profesional de actriz con su labor de productora audiovisual en el sector de los videoclips y la publicidad.

## Filmografía

### Cine
- 2004 - Olivia, protagonista en el cortometraje Canicas 1939, dirigido por Luis María Fernández.[6][7]
- 2006 - Juego, cortometraje dirigido por Ione Hernández.[8]
- 2007 - Sara, la niña protagonista de Los Totenwackers con Geraldine Chaplin y Natalia Sánchez.
- 2010 - ELA, cortometraje dirigido por Ixi Ávila con Luis Fernández, Adriana Torrebejano o Luisber, entre otros.
- 2011 - Viaje a Surtsey, película dirigida por Miguel Ángel Pérez y Javier Asenjo con Raúl Fernández de Pablo, Pep Antón Muñoz, Lucas Fuica y Lucas Utray. La película se estrenó en el Festival de cine de Gijón en noviembre del 2012.
- 2018 - Paula, en el cortometraje cambio de turno, dirigido por Noelia Castaño.
- 2020 - Tótem loba cortometraje dirigido por Verónica Echegui. Goya a Mejor cortometraje de ficción en la 36 edición de los Premios Goya 2022.

### Series de televisión
- 2003 - Rebeca, Aquí no hay quien viva de Antena 3 Temporada 1 (desde1x09 hasta 1x16) (7 capítulos).
- 2005 - Felisa, la hermana pequeña de Héctor Alterio en la serie de Telecinco Vientos de agua.
- 2007 - Lucía, hija ciega de 12 años de Gloria (Carla Antonelli), arrendataria transexual del Bar "Sol y Sombra" en El síndrome de Ulises.
- 2009 - Andy, personaje episódico en Hospital Central.
- 2019 - Macarena "Maca", en la serie El pueblo, de Contubernio, dirigida por Roberto Monge, Alberto Caballero y Laura Caballero, durante la primera, segunda y tercera temporada (1x01-2x05; 2x08; 3x07-3x08)
- 2021 - Gabriela Natalia, en la serie Grasa, de Playz (RTVE) dirigida por David Sainz, en la segunda temporada.

### Programas de televisión
- 2004 - Participó en el programa El súper show, encargándose de entrevistar a personajes como David Bisbal, Alejandro Sanz, Estopa o Pau Gasol, junto con César de Juan, un niño de su misma edad.

### Teatro
- 2012 - protagonizó una obra de teatro de Alberto Magallares.
- 2015 - Roberto Zucco, dirigida por Jorge Ferrera.
- 2019 - Carolina, La vida es una broma de Nerea Barrios.[9]